# Griffelblomfluga
Griffelblomfluga (Ceriana conopsoides) är en tvåvingeart som först beskrevs av Carl von Linné 1758.  Griffelblomfluga ingår i släktet griffelblomflugor, och familjen blomflugor. Enligt den finländska rödlistan är arten nära hotad i Finland. Enligt den svenska rödlistan är arten sårbar i Sverige. Arten förekommer på Öland, Götaland och Svealand. Arten har tidigare förekommit på Gotland men är numera lokalt utdöd. Artens livsmiljö är naturskogar. Inga underarter finns listade i Catalogue of Life.

## Bildgalleri

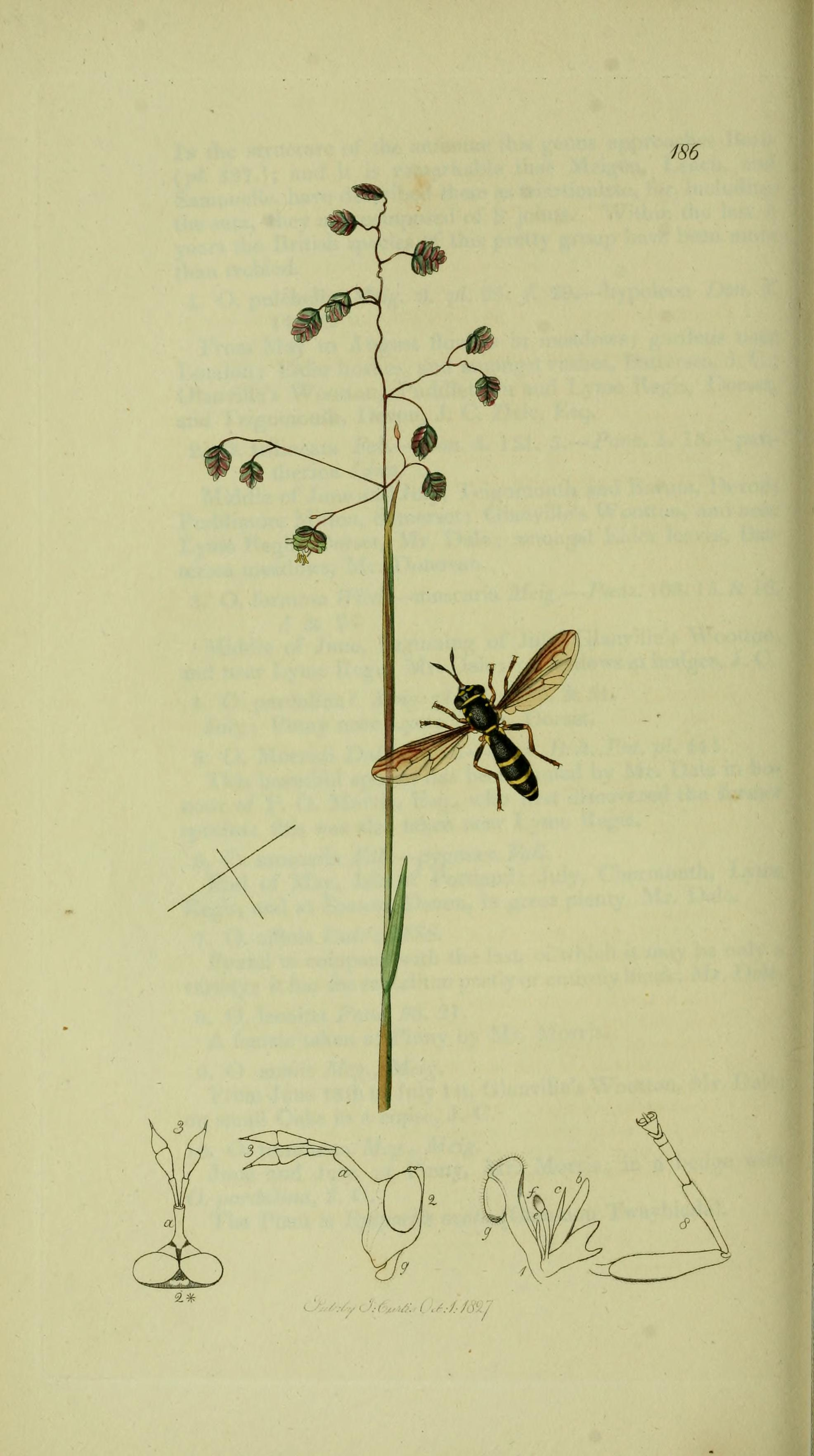